# Abagrotis pulchrata
Abagrotis pulchrata är en fjärilsart som beskrevs av Blackmore 1925. Abagrotis pulchrata ingår i släktet Abagrotis och familjen nattflyn. Inga underarter finns listade i Catalogue of Life.